# بانک اسلامی فیصل سودان
بانک اسلامی فیصل سودان (انگلیسی: Faisal Islamic Bank of Sudan) شرکت خدمات مالی و بانکداری سودانی است، که در سال ۱۹۷۷ تأسیس شد.